# Джованні Батіста Віотті
Джова́нні-Батті́ста Віо́тті (італ. Giovanni Battista Viotti; 12 травня 1755, Фонтанетто-По — 3 березня 1824, Лондон) — італійський скрипаль, композитор, педагог.
Гри навчався у відомого італійського скрипаля Гаетано Пуньяні. Жив у Великій Британії і Франції (в 1819—1822 роках очолював «Опера Гарньє»). Уславився як віртуозний музикант, здійснив значний вплив на розвиток скрипкового мистецтва XIX століття. Був одним із засновників французької школи скрипалів. Є автором 29 концертів для скрипки з оркестром, струнних квартетів тощо. До його учнів належить відомий французький скрипаль і композитор П'єр Роде.
Джованні-Баттіста Віотті був одним із перших відомих власників скрипки роботи Антоніо Страдіварі, яку пізніше названо також його ім'ям.

## Viotti Festival, Vercelli (Italy)
- [http://www.viottifestival.it [Архівовано 28 березня 2009 у Wayback Machine.] Sito ufficiale del Viotti Festival di Vercelli